# Nabemono
Nabemono (鍋物, なべ物,?  de nabe, ‘cazuela’ y mono, ‘cosas’), o simplemente nabe, es un término que alude a todas las variedades de platos guisados japoneses.

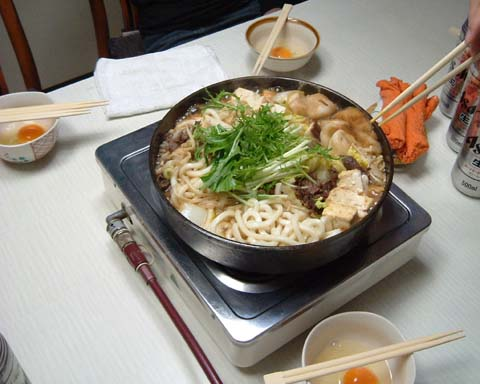
Sukiyaki al estilo udonsuki y huevos crudos en cuencos.

Las cazuelas se suelen hacer de arcilla (土鍋 donabe?) o de hierro fundido grueso (鉄鍋 tetsunabe?). Las ollas de barro pueden mantenerse calientes durante un rato tras retirarlas del fuego, mientras las de hierro fundido distribuyen uniformemente el calor y son preferibles para el sukiyaki. Las cazuelas suelen ponerse en el centro de las mesas, para ser compartidas por varios comensales. Esta se considera la forma más sociable de comer con familiares y amigos.
La mayor parte del nabemono la forman estofados y sopas que se toman durante las épocas más frías. En el Japón actual, el nabemono se mantiene caliente en la mesa mediante hornillos portátiles. El plato se cocina con frecuencia en la mesa, y los comensales pueden tomar los ingredientes cocidos que deseen de la cazuela. Se come con el caldo o con una salsa para mojar. También pueden añadirse más ingredientes a medida que se va comiendo de la cazuela.
El comer juntos de una cazuela común se considera una característica importante del nabemono.

## Variantes
Hay dos tipos de nabemono en Japón: el condimentado suavemente, principalmente con kombu, como el yudōfu (湯豆腐) y el mizutaki (水炊き), que se comen con una salsa para mojar (tare) para disfrutar el sabor de los ingredientes solos, y el muy condimentado, típicamente con miso, salsa de soja, dashi y soja dulce, como el yosenabe (寄鍋), el oden (おでん) y el sukiyaki (すき焼き), que se comen sin más aditivos.
- Yosenabe, uno de los nabemono más populares de Japón. Yose (寄) significa ‘agrupar’, y es parecido al eintopf alemán, por lo que implica que todos los ingredientes (carne, marisco, huevo, tofu y verduras) se cocinan juntos en una cazuela. El yosenabe suele basarse en un caldo sazonado con miso o salsa de soja.
- Chankonabe (ちゃんこ鍋), servido originalmente solo a los luchadores de sumo. El chankonabe se sirve con más ingredientes que los demás nabemono, pues se desarrolló para ayudar a los luchadores de sumo a ganar peso. Aunque existen muchas recetas, suele contener albóndigas, pollo u verduras como la col china y el udon.
- Yudofu, un plato muy simple de tofu cocido a fuego lento en un caldo de kombu con ponzu y varias especias.
- Sukiyaki, carne de vaca cortada fina, tofu, verduras y fideos de almidón guisados en soja dulce y acompañados con una salsa para mojar de huevo crudo.
- Oden.
- Shabu shabu, vaca cortada finamente y otros ingredientes, comidos con ponzu o salsa para mojar de sésamo.
- Harihari-nabe (はりはり鍋?): carne de ballena y mizuna.
- Motsunabe (もつ鍋), hecho con asadura de vaca o buey. Originalmente una receta local de Fukuoka, se popularizó en todo Japón en los años 1990 debido a su sabor y a su precio razonable. Sus ingredientes cambian de un restaurante a otro, pero es típico cocer la asadura fresca con repollo y cebollino. Tras cocer la asadura y las verduras, el resto de la sopa se usa para cocinar fideos champon. Las bases de la sopa son principalmente la salsa de soja o el miso.

### Variantes regionales
Hay muchas variantes regionales de nabemono en Japón, que incluyen especialidades locales como el salmón en Hokkaidō o la ostra en Hiroshima. Algunos ejemplos son:
Hokkaidō
- Ishikari-nabe: salmón estofado en un caldo a base de miso con verduras. Se incluyen típicamente ingredientes como el daikon, tofu, konnyaku, col china, patata, negi (un tipo de chalota), shungiku, hongo shiitake y mantequilla.

Región de Tōhoku
- Kiritampo-nabe: kiritampo (arroz machacado y tostado) guisado en caldo con pollo, bardana, perejil japonés, negi y konnyaku picado fino. Es una especialidad de la prefectura de Akita.

Región de Kantō
- Houtou-nabe: una especialidad de la prefectura de Yamanashi. Consiste en hōtō (un tipo de udon) cocido en miso con kabocha picada, col china, zanahoria, taro y similar.

Chūetsu
- Momiji-nabe (‘nabe de venado’), incluyendo típicamente venado, bardana, hongo shiitake, negi, konnyaku, tofu y verduras verdes cocidas en un caldo a base de miso.

Región de Kansai
- Udon-suki: udon cocido en caldo con varios ingredientes.

Chūgoku
- Fugu-chiri: rodajas de fugu estofadas en dashi con verduras de hoja como el shungiku y la col china, que se toma con ponzu.
- Dote-nabe: ostras y otros ingredientes (típicamente col china, tofu y shungiku) estofados en una olla con su interior cubierto de miso.

Shikoku
- Benkei no na jiru (na significa ‘verduras verdes’ y jiru, ‘sopa’): pato, jabalí, pollo, vaca, cerdo, rábano daikon, zanahora, mizuna (un tipo de col china), hiru (un tipo de chalota) y dumplings hechos de alforfón y arroz.

Kyūshū
- Mizutaki, trozos de pollo y verdura cocidas en caldo simple, y tomadas con una salsa para mojar como el ponzu. Se incluyen ingredientes como repollo chino, negi, shiitake u otra seta, tofu, shungiku y fideos shirataki.

## Salsas
Los nabemono suelen comerse con una salsa llamada a veces tare, literalmente ‘mojar’. Pueden usarse diversas clases de salsa con especias adicionales:
- Yakumi, que típicamente incluye ajo tostado, mantequilla, pimienta roja, una mezcla de pimienta roja y otras especias, sésamo tostado o momiji oroshi (una mezcla de daikon tostado y pimienta roja).
- Ponzu, elaborándose el más común con salsa de soja y zumo exprimido de una naranja amarga, sake dulce y caldo de kombu.
- Gomadare (salsa de sésamo), normalmente hecha con sésamo, salsa de soja, caldo de kelp, sake y azúcar.
- Huevo crudo batido, que se cuece gracias al calor de los ingredientes que se le añaden.